# Wolfgang Leschhorn
Wolfgang Leschhorn (* 4. Mai 1950 in Hinterweidenthal) ist ein deutscher Althistoriker und Numismatiker.
Wolfgang Leschhorn studierte Geschichte, Klassische Philologie und Politikwissenschaften an der Universität des Saarlandes in Saarbrücken. Er legte 1976 das Staatsexamen für das Lehramt an Gymnasien ab und wurde 1983 in Saarbrücken bei Peter Robert Franke mit einer Dissertation zum Thema Oikistes, Ktistes, Archegetes. Studien zu den griechischen Städtegründern promoviert. Anschließend war er Research Assistant am Institute for Advanced Study in Princeton. Die Habilitation erfolgte 1991 wiederum in Saarbrücken mit der Schrift Antike Ären. Zeitrechnung, Politik und Geschichte im Schwarzmeerraum und in Kleinasien nördlich des Tauros. In seiner Saarbrücker Zeit war er zunächst ab 1979 Assistent, 1986 Hochschulassistent, 1991 Oberassistent und ab 1996 Privatdozent. Danach lehrte er als Privatdozent an der Universität Basel, der Friedrich-Alexander-Universität Erlangen-Nürnberg, der Universität Leipzig, der Universität Salzburg und der Universität Wien. In Leipzig wurde Leschhorn Honorarprofessor für Alte Geschichte und antike Numismatik. 2001 wurde er Numismatiker am Herzog Anton Ulrich-Museum in Braunschweig sowie Lehrbeauftragter und Außerplanmäßiger Professor an der Technischen Universität Braunschweig, seit dem Wintersemester 2008/09 war er wissenschaftlicher Mitarbeiter am Historischen Seminar der TU Braunschweig. Sein Nachfolger am Herzog Anton Ulrich-Museum wurde 2018 Johannes Wienand.

## Schriften
- „Gründer der Stadt“. Studien zu einigen politisch-religiösen Phänomen der griechischen Geschichte (= Palingenesia. Band 20). Steiner, Stuttgart 1984, ISBN 3-515-04181-8 (Dissertation Universität Saarbrücken 1983, 436 Seiten, unter dem Titel: Oikistes, Ktistes, Archegetes, Studien zu den griechischen Städtegründern).
- Sylloge nummorum Graecorum. Deutschland. Staatliche Münzsammlung München. Heft 24. Phrygien. Hirmer, München 1989, ISBN 3-7774-4920-2.
- Antike Ären. Zeitrechnung, Politik und Geschichte im Schwarzmeerraum und in Kleinasien nördlich des Tauros (= Historia. Einzelschriften. Heft 81). Steiner, Stuttgart 1993, ISBN 3-515-06018-9 (Habilitationsschrift Universität Saarbrücken 1991, 576 Seiten).
- Sylloge nummorum Graecorum. Deutschland. Staatliche Münzsammlung München. Heft 23. Lydien. Hirmer, München 1996, ISBN 3-7774-7360-X.
- Sylloge nummorum Graecorum. Deutschland. Herzog-Anton-Ulrich-Museum Braunschweig, Kunstmuseum des Landes Niedersachsen. Katalog der griechischen Münzen (= Sammlungskataloge des Herzog-Anton-Ulrich-Museums Braunschweig. Band 7). Hirmer, München 1996, ISBN 3-922279-43-0.
- Braunschweigische Münzen und Medaillen (= Braunschweigisches Kunsthandwerk (BKH). Band 3). Appelhans, Braunschweig 2010, ISBN 978-3-941737-22-8.